# Catherine Beaucheminová-Pinardová
Catherine Beaucheminová-Pinardová [Bošmenová-Pinardová] (* 26. června 1994 Montréal) je kanadská zápasnice – judistka a grapplerka.

## Sportovní kariéra
S judem začínala v 9 letech. Vrcholově se připravuje v rodném Montréalu národním tréninkovém centru INS Québec. V kanadské ženské reprezentaci se pohybovala od roku 2012 v polostřední váze do 63 kg. Do olympijské kvalifikace však vstoupila v roce 2014 v nižší lehké váze do 57 kg, ve které se v roce 2016 kvalifikovala na olympijské hry v Riu. V úvodním kole olympijského turnaje nastoupila proti Maďarce Hedvig Karakasové. Po minutě boje dostal Maďarku v boji na zemi do své oblíbené páky, ta se jí však šikovně vysmekla. Minutu před koncem pustila své soupeřce límec a za stahování obdržela rozdílové šido. Minimánlní ztrátu do konce hrací doby nesmazala a byla předčasně vyřazena. Od roku 2018 se po čtyřech letech vrátila do polostřední váhy do 63 kg.

### Vítězství na mezinárodních turnajích
- 2014 - 4x světový pohár (Montevideo, Salvador, Ulánbátar, Ťumeň)
- 2015 - 1x světový pohár (Salvador)

## Výsledky
| Olympijské hry          |     |     | — |     |     |    | úč. |     |     |  |  |  |  |  |  |  |  |  |  |  |  |  |  |  |  |
| Mistrovství světa       | —   | —   |   | úč. | úč. | 5. |     | úč. | úč. |  |  |  |  |  |  |  |  |  |  |  |  |  |  |  |  |
| Panamerické hry         |     | —   |   |     |     | 2. |     |     |     |  |  |  |  |  |  |  |  |  |  |  |  |  |  |  |  |
| Panamerické mistrovství | —   | —   | — | 5.  | 5.  | 3. | 2.  | 2.  | 2.  |  |  |  |  |  |  |  |  |  |  |  |  |  |  |  |  |
| MS juniorů              | úč. | úč. |   | 2.  | 3.  |    |     |     |     |  |  |  |  |  |  |  |  |  |  |  |  |  |  |  |  |